# David Schneuer
David Schneuer (* 1905 in Przemyśl, damals Österreich-Ungarn; † November 1988 in Israel) war ein polnischer Bühnenbildner und Plakatmaler.

## Leben und Wirken
Seine Familie wollte nach Amerika emigrieren, aber während des Aufenthaltes in Hamburg entschied sie sich, in Deutschland zu bleiben. Er besuchte die Oberrealschule in München. Bis zum 18. Lebensjahr lebte er mit seinen Eltern in München.
1923 ging er nach Paris und besuchte die dortige Kunstakademie. Anschließend arbeitete er als Bühnenbildner und Plakatmaler am Münchner Schauspielhaus.
Nach seiner Inhaftierung in Dachau wanderte David Schneuer 1933 nach Israel aus, wo er bis zu seinem Tode Ende 1988 lebte und arbeitete. In dieser Zeit gestaltete er zahlreiche Wandgemälde auf vielen öffentlichen Plätzen und Ozeanschiffen in Israel und im Ausland.
Schneuers Werke sind geprägt vom Einfluss der goldenen zwanziger Jahre.
Neben vielen Ausstellungen in Israel, Kanada, USA und Europa, sind seine Werke aus den dreißiger Jahren in den großen Museen der Welt zu finden.